# Albrecht Gessler

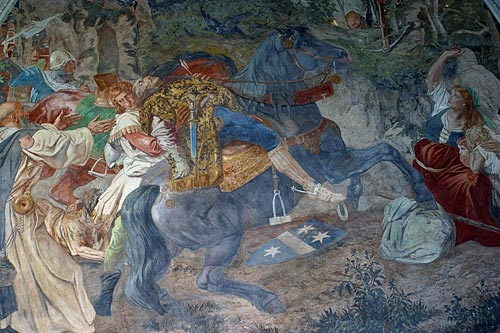
Obra de Ernst Stückelberg, Gessler's death, na Capela de Tell, Sisikon, 1879/1880

Albrecht Gessler, também conhecido como Hermann Gessler (nascido no século XIV) foi um lendário governador tirano da Casa de Habsburgo, em Altdorf, Suíça. Seu comando brutal acarretou a rebelião de Guilherme Tell e, eventualmente, a Independência da Suíça.   

## A lenda
De acordo com as Crônicas Helvéticas (um dos relatos mais antigos da história da Suíça), em 1307, Gessler, para testar a lealdade do povo aos imperadores, levantou um pilar na praça central de Altdorf e dispôs seu chapéu no topo, ordenando que todos que passassem por lá saudassem e fizessem uma reverência a ele. Tell, muito orgulhoso e famoso por sua pontaria com a besta, se recusou publicamente a saudar o chapéu. A ira cruel de Gessler foi atenuada pela curiosidade de testar as habilidades de Tell, então deu-lhe a opção de ser executado ou disparar a besta a uma maçã na cabeça de seu filho em uma única tentativa. Tell partiu a maçã com a besta de forma bem-sucedida, salvando sua própria vida e a de seu filho. Quando Gessler perguntou o motivo de ele ter preparado duas flechas, Tell mentiu e disse que foi por força de hábito. Depois de assegurado de que não seria morto, Tell admitiu que a segunda flecha seria para acertar o tirano caso seu filho se ferisse.
Gessler, furioso, prendeu Tell e o levou de barco pelo Lago dos Quatro Cantões até Kussnatch para passar o resto de sua vida em um calabouço. Uma inesperada e intensa tempestade deixou a tripulação do barco assustada, e já que Guilherme Tell era melhor marinheiro, deram o controle da embarcação para ele. Ao invés de ir em direção ao calabouço, ele escapou para a costa. Lá, ele preparou uma emboscada e matou Gessler com uma flecha, iniciando uma jovem rebelião da confederação contra o regime austríaco.

## Relato histórico

O brasão da família Gessler

De fato, há registros de uma nobre família Gessler a partir do século XIII; entretanto, na região de Argóvia, em Beinwill, a terra natal dos Habsburgos e a base para sua ascensão depois da extinção da nobre dinastia suábia dos Hohenstaufen. Os Gessler se beneficiaram da eleição do Conde Rodolfo de Habsburgo como Rei dos Romanos em 1273 e a aquisição dos ducados da Estíria e da Áustria depois da vitória ante o Rei Otacar II da Boêmia na Batalha de Marchfeld, em 1278.
O Livro Branco de Sarnen, uma coleção de manuscritos medievais escrito por volta de 1470 menciona um Gessler que era governador em Uri e Schwyz. No fim do século XIV, um Hermann Gessler governava Grüningen (que hoje em dia pertence à Zurique); o domínio de Grüningen foi concedido à família Gessler pelos Habsburgos. As medidas severas contra a população camponesa fez o nome Gessler ser epítome de tirania.
Não há fontes que fazem referência a um governador Gessler na Suíça central antes de surgir a lenda de Tell do fim do século XV, e se presume que tal pessoa nunca existiu. O papel de Gessler na história de Tell é semelhante a do Rei Niðung na história de Egil em Þiðrekssaga.

## Na peça de Friedrich Schiller
Friedrich Schiller perpetuou sua figura na peça teatral dramática Wilhem Tell, de 1804. Em uma versão infantil da história, Gessler trabalha por ordens do imperador da Áustria, que deliberadamente deseja provocar o povo suíço e incitar uma rebelião, que servirá como uma desculpa para a Áustria invadir a Suíça.